# Clemente (nombre)
Clemente es un nombre propio masculino español. Deriva del nombre latino Clemens, basado a su vez en el adjetivo clemens, que significa "clemente", "benigno", "leve", "moderado", "lastimoso", o "amable". Con este sentido fue un cognomen relativamente común en tiempos del Principado, usado durante la época Flavia por algunos miembros de la familia imperial como Tito Flavio Clemente.
En el Nuevo Testamento, carta de Pablo a los Filipenses (4:3) se menciona a un cristiano que lleva ese nombre al cual algunos comentaristas identificaron con el tercer sucesor de Pedro y autor de una epístola, Clemente romano.
Durante la Edad Media se difundió en la Europa cristiana gracias al culto de este y otros santos homónimos.

## Personajes

### Papas
Clemente I, Papa
Clemente II, Papa
Clemente III, Papa
Clemente IV, Papa
Clemente V, Papa
Clemente VI, Papa
Clemente VII, Papa
Clemente VIII, Papa
Clemente IX, Papa
Clemente X, Papa
Clemente XI, Papa
Clemente XII, Papa
Clemente XIII, papa
Clemente XIV, papa

### Estadistas y políticos
Clemente Augusto de Baviera, noble alemán y arzobispo católico
Clemente Corte, político italiano
Clemente Folchi, arquitecto italiano del siglo XIX.
Clemente Gaddi, arzobispo católico italiano
Clemente Mastella, político, diputado, senador y ministro italiano
Clemente Merlo, lingüista y glotólogo italiano
Clemente Rebora, poeta y sacerdote italiano
Clemente Russo, boxeador italiano, actor y personalidad de la televisión
Clément Duval, anarquista y revolucionario francés
Clemens August von Galen, conde y cardenal alemán
Clement Attlee, político británico
Klement Gottwald, político checoslovaco
Klemens von Metternich, diplomático y político austríaco
Clemens August Droste zu Vischering, arzobispo católico alemán
Clemens von Ketteler, diplomático alemán
Clement Studebaker, empresario estadounidense

### Científicos e ingenieros
Clément Ader, ingeniero, inventor y pionero de la aviación francés
Clément Juglar, médico y estadístico francés
Clément Georges Lemoine, químico francés
Clément Metézeau, ingeniero y arquitecto francés
Clemens Winkler, químico alemán
Clemens von Pirquet, pediatra austriaco
Kliment Timirâzev, biólogo y botánico ruso

### Militares
Clément Thomas, general francés
Kliment Voroshilov, general y político soviético

### Artistas
Clément Brun, pintor francés
Clément Marot, poeta francés
Clemens Brentano, poeta alemán
Clément Janequin, compositor francés
Clem Burke, baterista estadounidense
Clem Sacco, cantautor italiano
Clemens Krauss, director de orquesta y empresario teatral austriaco
Clemens von Franckenstein, compositor alemán

## Santoral
23 de noviembre: San Clemente, obispo de Roma y papa.
5 de diciembre, San Clemente de Alejandría, teólogo, filósofo, apologista y escritor griego
15 de marzo, San Clemente María Hofbauer, sacerdote de la Congregación del Santísimo Redentor
22 de marzo, Beato Clemens August von Galen, obispo de Münster y cardenal
1 de mayo, Beato Clemente Sheptytsky, sacerdote y mártir de Vladimir
12 de julio, San Ignacio Clemente Delgado, obispo y mártir en Nam Định
27 de julio, San Clemente de Ocrida, obispo, llamado apóstol de Bulgaria
1 de noviembre, San Clemente Kyuemon, martirizado con otros compañeros en Shimabara
21 de noviembre, San Clemente, martirizado en Roma junto con San Celso
23 de noviembre, San Clemente, primer obispo de Metz
16 de diciembre, beato Clemente Marchisio, presbítero y fundador de las Hijas de San José

## Variantes
- Femenino: Clementa, Clementina.

### Variantes en otros idiomas
| Variantes en otras lenguas | Variantes en otras lenguas |
| -------------------------- | -------------------------- |
| Español                    | Clemente                   |
| Alemán                     | Clemens, Klemens           |
| Bosnio                     | Klement                    |
| Bretón                     | Klemañs                    |
| Búlgaro                    | Климент (Kliment)          |
| Catalán                    | Climent                    |
| Checo                      | Klement                    |
| Croata                     | Klement                    |
| Danés                      | Clemens                    |
| Esperanto                  | Klemento                   |
| Euskera                    | Kelmen                     |
| Finlandés                  | Klemens                    |
| Francés                    | Clément                    |
| Georgiano                  | კლემენტ (Klement)          |
| Griego                     | Κλήμης (Klémens)           |
| Holandés                   | Clemens                    |
| Húngaro                    | Kelemen                    |
| Inglés                     | Clement                    |
| Islandés                   | Klemens                    |
| Italiano                   | Clemente                   |
| Latín                      | Clemens                    |
| Letón                      | Klements                   |
| Lituano                    | Klemensas                  |
| Noruego                    | Klemens                    |
| Polaco                     | Klemens                    |
| Portugués                  | Clemente                   |
| Rumano                     | Clement                    |
| Ruso                       | Климент (Kliment)          |
| Sardo                      | Clementi                   |
| Serbio                     | Климент (Kliment)          |
| Sueco                      | Clemens                    |